# Иньиго Ариста
И́ньиго Ари́ста (исп. Íñigo Arista, баск. Eneko Aritza; около 790—851/852) — граф Памплоны (816/820—824), затем первый король Наварры (Памплоны) (824—851/852). Опираясь на союз с мусульманскими правителями из семьи Бану Каси, добился независимости своих владений от Франкского государства. Согласно наваррской традиции, Иньиго считается основателем государственности Наварры и первым документально засвидетельствованным королём Наварры из династии Ариста.

## Биография

### Происхождение
Происхождение Иньиго Аристы является одним из наиболее противоречивых вопросов раннесредневековой истории Испании. Его изучение можно условно разделить на два этапа: первый — до середины XX века, когда использовались, в основном, источники местного и франкского происхождения, второй — с середины XX века, когда в широкий научный оборот были введены сочинения испано-мусульманских писателей.

#### Представления о происхождении Иньиго Аристы до середины XX века
До середины XX века основными источниками для изучения истории Наварры конца VIII—середины IX века являлись средневековые исторические хроники, созданные на территории христианских государств Пиренейского полуострова (наиболее важная из них — хроника Родриго Хименеса де Рады, первая, достаточно подробно описавшая правление Иньиго Аристы на основе народных легенд и преданий), хроники из Франкского государства (Анналы королевства франков, сочинение Асторо́нома «Жизнь императора Людовика» и Фонтанельская хроника), данные из генеалогий Кодекса Роды, несколько хартий, датированных этим временем, а также многочисленные наваррские и арагонские предания.
Согласно данным, приведённым де Радой, отцом Иньиго был граф Бигорра Химено. Став наследником своего отца, Иньиго отличился при защите Памплоны от нападения мавров, после чего был избран двенадцатью местными судьями первым королём Наварры. Химено как отец Иньиго упоминается и в датированной 18 апреля 842 года хартии из монастыря Сан-Сальвадор-де-Лейре — единственной из наваррских хартий этого времени, не считающейся современными историками позднейшей подделкой. На основе этих данных историки считали возможным отцом Иньиго Аристы герцога Гаскони Семена I (Химено), который, согласно франкским хроникам, после своего свержения в 816 году бежал в горные районы Пиренеев.
Одни наваррские и арагонские предания связывали происхождение Иньиго Аристы с местными правителями, среди которых были как легендарный король Памплоны Гарсия Хименес, так и реально существовавший граф Химено Сильный, родословие которых возводилось к жившему в начале VIII века вестготскому герцогу Кантабрии Андеке. В этих генеалогиях отцом Иньиго являлся некий Химено, сын Химено Сильного. Другие предания называли отцом Иньиго ещё одного легендарного короля Памплоны, Химено Иньигеса.
Южно-французские предания связывали происхождение Иньиго Аристы с Гасконским домом через одну из её боковых ветвей, Бигоррский дом, называя отцом Иньиго первого графа Бигорра Доната Лупа. Эти предания сообщали, что после смерти отца Иньиго Ариста стал его наследником в Бигорре, но через несколько лет правления ушёл по призыву басков в Испанию, передав графство своему брату Дото I и обязав того клятвой быть вассалом Наварры.

#### Современные представления о происхождении Иньиго Аристы
С середины XIX века историки, изучающие историю Испании, стали постепенно включать в свои исследования данные из сочинений писателей, проживавших в мусульманской части Пиренейского полуострова. Сведения, содержащиеся в этих трудах, почти всегда точны как в фактах, так и в хронологии, и записаны вскоре после произошедших событий. В отношении ранней истории Наварры важнейшую роль сыграла публикация в 1953 году историком Леви Провенсалем отрывков из сочинения «Муктабис» хрониста XI века Ибн Хаййана, который в своей хронике использовал анналы жившего в первой половине X века историка Ахмада ал-Рази. Среди сведений, сообщаемых Ибн Хаййаном, находятся сообщения о наследовании престола в Наварре и о родственных связях династии Ариста с правителями из семейства Бану Каси. Ибн Хаййан, описывая получение власти в Наварре королём Гарсией I, называет его отца Иньиго Иньигесом (Wannaqo ibn Wannaqo), добавляет, что Иньиго Ариста был братом по матери вали Туделы Мусы II ибн Мусы и указывает год смерти Иньиго — 237 год хиджры. Упоминание Иньиго Аристы как Иньиго Иньигеса, содержится и в сочинении другого мусульманского историка, ал-Удри. Записи о родстве Иньиго Аристы и Мусы II находятся также в составленных в конце X века генеалогиях Кодекса Роды, вероятно, использовавших данные мусульманских авторов, однако здесь патроним Иньиго не указан. Сходство сведений этих источников позволило историкам прийти к выводу, что в основе сведений Ибн Хаййана лежат достоверные исторический факты. В связи с этим в настоящее время большинство историков отвергло версию о гасконском происхождении Иньиго Аристы и считает его отцом Иньиго Хименеса, представителя местной династии правителей Памплоны.

### Правление

Наварра в составе Испанской марки.

#### Родственные связи с Бану Каси
Первым по хронологии свидетельством о жизни Иньиго Аристы является запись о браке его неизвестной по имени матери с главой семейства Бану Каси Мусой I ибн Фортуном. Неизвестно, был ли это её первый или второй брак. Согласно свидетельствам арабских историков сын Мусы I от этого брака, Муса II ибн Муса, родился за год до смерти своего отца, погибшего в 788/789 или в 802 году. Близкое родство с семейством, владевшим значительными территориями на границе между мусульманами и христианами, в дальнейшем позволило Иньиго Аристе получить помощь от его представителей и овладеть Памплоной. Позднее союз Иньиго с Бану Каси был скреплён браком дочери правителя Памплоны, Ассоны, с Мусой II.

#### Получение графства
Точно неизвестно, когда Иньиго Ариста стал графом Памплоны. Часть историков предполагает, что это могло произойти в 816 году. Тогда в результате похода омейядского полководца Абд аль-Карима ибн Абд аль-Вахида ибн Мугита войско мавров при Панкорбо одержало победу над басками и их союзниками, а затем захватило входившую как графство в Испанскую марку Памплону. Во время этих событий был убит местный граф Веласко, семья которого соперничала с семьёй Иньиго за контроль над баскскими землями. После же ухода войска мавров Иньиго Ариста смог установить контроль над Памплоной и её окрестностями. Другие историки считают, что Иньиго стал правителем Памплоны в 820 году в результате антифранкского восстания, охватившего в 819 году герцогство Васкония и другие баскские области. Восстание поднял герцог Луп III Сантюль. В ответ король Аквитании Пипин I в том же году совершил поход за Пиренеи и взял Памплону, лишив её статуса графства, а в следующем году изгнал Лупа III из Васконии, поставив здесь герцогом Аснара I Санше.
Однако к 820 году относится и первое достоверное свидетельство хроник о Иньиго Аристе как о правителе Памплоны. В них записано, что в этом году один из знатных арагонцев, Гарсия Злой, поссорившийся несколькими годами ранее со своим тестем, вассалом императора франков графом Арагона Аснаром I Галиндесом, развёлся со своей женой и женился на дочери Иньиго Аристы. Иньиго, который упоминается в хронике уже как граф Памплоны, помог своему зятю свергнуть графа Аснара I и занять престол Арагона. Между двумя правителями был заключён союз, не нарушенный до самой смерти Гарсии I. Таким образом, в 820 году Иньиго Ариста являлся уже независимым от франков графом Памплоны. В пользу этой даты свидетельствуют и данные из наваррских преданий, согласно которым до получения власти Иньиго Аристой в Памплоне в течение 4-х лет не было короля и город управлялся двенадцатью выборными судьями, а также указание на 31 год, как срок правления Иньиго.

#### Принятие королевского титула
Желая восстановить контроль над территорией Наварры и Арагона, император Запада Людовик I Благочестивый в 824 году организовал поход против Иньиго Аристы. Войско возглавили герцог Аснар и граф Эбль. Франкам удалось дойти до Памплоны, но никаких подробностей об этом событии неизвестно. На обратном пути, по сообщению «Анналов королевства франков», Аснар и Эбль попали в засаду, устроенную басками в Ронсевальском ущелье. Почти всё их войско было уничтожено, а оба полководца попали в плен. Граф Эбль был отправлен в качестве трофея к эмиру Абд ар-Рахману II в Кордову, а герцог Аснар, как единоплеменник басков и кровный родственник их правителя, был отпущен на свободу. Франкские хроники не называют имён военачальников, разбивших войско франков, но испано-мусульманские историки пишут, что победу одержало войско, возглавляемое Иньиго Аристой, Гарсией I Арагонским и Мусой II ибн Мусой. Согласно преданиям, после этой битвы, вошедшей в историю как «вторая Ронсевальская битва», Иньиго Ариста принял титул короля. Принятие королевского титула подтверждает и свидетельство Ибн Хаййана, применяющего в отношении Иньиго Аристы и его сына Гарсии I титул «эмир Памплоны». Победа при Ронсевале позволила королевству Наварра и графству Арагон обрести окончательную независимость от Франкского государства.

#### Союз с Бану Каси

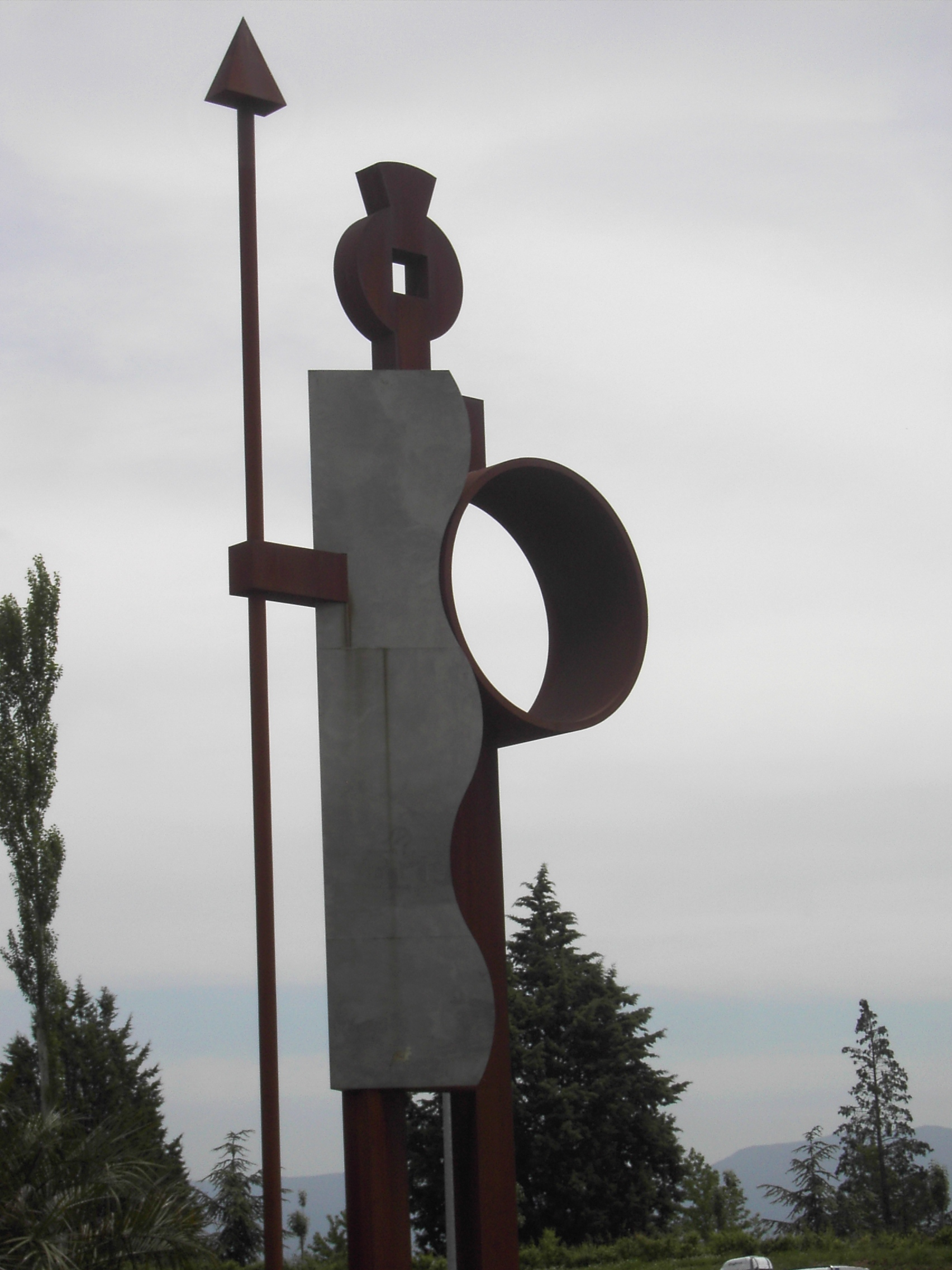
Статуя Иньиго Аристы в Памплоне.

После победы в Ронсевальском ущелье союз Иньиго Аристы с Бану Каси ещё больше укрепился, о чём свидетельствует отсутствие походов мавров в Наварру в 820-х—830-х годах. Также известно, что старший сын Иньиго Аристы, Гарсия, детство провёл в качестве заложника при дворе эмира Кордовы. Первое нападение мусульман на владения Иньиго Аристы совершил в 840 году вали Сарагосы Абдаллах ибн Кулайба, противник семьи Бану Каси. В 842 году глава Бану Каси, Муса II ибн Муса, во главе войска эмира предпринял поход в горные районы, населённые христианами, но по пути не тронул владений своего союзника, короля Иньиго. Этим воспользовались враги Мусы II, которые обвинили его в дружбе с христианами. В результате Абд ар-Рахман II лишил Мусу должностей вали Сарагосы и Туделы, чем вызвал мятеж сторонников Бану Каси. К восстанию присоединился и Иньиго Ариста. Вероятно в сентябре, соединённое войско Мусы II и сына короля Наварры, Гарсии Иньигеса, разбило при Тсалме (на реке Эбро) войско под командованием нового вали Сарагосы ал-Харета ибн Вази. В мае 843 года Абд ар-Рахман II отправил для борьбы с мятежом большое войско и уже в июне, осаждённый в Туделе сыном эмира, Мухаммадом, Муса II ибн Муса должен был покориться Абд ар-Рахману II. После победы над Мусой, Мухаммад двинулся на его союзника, Иньиго Аристу, и в июле под Памплоной разбил большое войско наваррцев, арагонцев, галисийцев, кастильцев, алавцев и тех из Бану Каси, которые не смирились с капитуляцией Мусы ибн Мусы. В битве погибло множество христиан, в том числе брат короля Фортун Иньигес, которого исторические хроники называли «первым воином королевства». Погиб и один из братьев Мусы II. Король Иньиго Ариста и его сын Гарсия получили ранения и бежали с поля боя. Некоторые знатные наваррцы, а также брат графа Арагона, Веласко Гарсес, перешли к мусульманам. В 844 году в Кордову бежал и младший сын короля Иньиго, Галиндо. В 845 году, во время нового мятежа Мусы II, войско мавров совершило ещё один поход на Памплону, а в 847 году сын эмира, Мухаммад, подавив новое восстание Бану Каси, снова взял столицу Наварры и значительно её разрушил.

#### Последние годы
Согласно наваррским преданиям, в последние годы своего правления Иньиго Ариста уже не управлял самостоятельно королевством, так как был разбит параличом. Дата этого события точно неизвестна: одни историки предполагают, что это произошло ещё до битвы при Тсалме; другие, что болезнь была связана с раной, полученной королём в 843 году; третьи, что король был парализован не ранее 848 года, так как об этом не упоминает святой Евлогий Кордовский. Предания рассказывают, что регентами во время болезни Иньиго Аристы были сначала его брат, Фортун, а после его гибели сын короля, Гарсия, которые делили власть с правителем «другой части королевства» (Сангуэсы) Химено Гарсесом из династии Хименес.
К правлению Иньиго Аристы относится и установление правителями Памплоны верховной власти над графством Арагон. В 844 году, после смерти Галиндо Гарсеса, новый граф Арагона Галиндо I Аснарес, чтобы беспрепятственно занять престол Арагона, должен был признать над собой власть короля Памплоны.
В 850 году упоминается о поддержке Наваррой нового мятежа Мусы II ибн Мусы.
Под 851 годом в «Фонтанельской хронике» содержится запись о посольстве наваррцев к королю Западно-франкского государства Карлу II Лысому. Послами были некие «Индуон и Митион, герцоги наваррцев» (Induonis et Mitionis Ducum Navarrorum), прибывшие к королю с подарками и с просьбой о мире. Историки считают, что это были Иньиго Ариста и Химено Гарсес.
Дату смерти Иньиго Аристы приводит историк Ибн Хаййан, который пишет, что в 237 году хиджры (5 июля 851—22 июня 852) король Памплоны Гарсия I Иньигес получил власть после смерти своего отца Иньиго Иньигеса. Король Иньиго был похоронен в монастыре Сан-Сальвадор-де-Лейре, ставшем семейной усыпальницей династии Ариста.

### Иньиго Ариста и Церковь
Несмотря на союз с маврами, Иньиго Ариста оказывал покровительство христианским церквям и монастырям, находившимся в его владениях. К правлению Иньиго относится первое после мусульманского завоевания Пиренейского полуострова упоминание о епископе Памплоны: 829 годом датировано сохранившееся до наших дней послание епископа Опилано.
Важными свидетельствами о Наварре первой половины IX века являются записи, сделанные святым Евлогием Кордовским о его поездках по христианским областям севера Пиренейского полуострова. Во время этих путешествий Евлогий в 848 году посетил и Памплону. Святой рассказывает о том, что здесь он встречался с аббатом Фортуном и епископом Памплоны Вилиесиндом, что местный король, Иньиго, которого Евлогий называет «христианнейшим правителем» (Christicolae princeps), и его супруга Онека восстановили монастырь Сан-Сальвадор-де-Лейре, в котором находились мощи недавно казнённых маврами святых дев Алодии и Нунилы и который, из-за полного разрушения кафедрального собора Памплоны, был резиденцией местного епископа. Из поездки в Наварру святой Евлогий привёз в Кордову множество книг, в том числе труд святого Августина «О граде Божьем», сочинения Вергилия, Горация и Ювенала. В своих записях Евлогий приводит также и письмо к нему епископа Вилиесинда. Об основании Иньиго Аристой большого монастыря в Лейре в 842 году говорит и данная по этому поводу дарственная хартия, текст которой дошёл до нашего времени.

### Семья
В различных источниках упоминаются несколько имён женщин (Онека, Тода, Уррака и Иньига), чьи обладательницы называются супругами Иньиго Аристы. Наиболее достоверным свидетельством считается сообщение святого Евлогия Кордовского, согласно которому, супругу короля Иньиго звали Онека. Наваррские предания говорят, что она была дочерью графа Памплоны Веласко, но достоверных подтверждений этого пока не обнаружено. Детьми от этого брака были:
- Гарсия I (около 810—870/882) — король Наварры (851/852—870/882)
- Галиндо (умер после 851)
- Ассона — жена Мусы II ибн Мусы из Бану Каси
- дочь (Нунила?) — жена (с 820 года) графа Арагона Гарсии I Злого.

### Итоги правления
Благодаря союзу с Бану Каси, Иньиго Аристе удалось отстоять независимость Памплоны от Франкского государства. Несмотря на несколько поражений, нанесённых ему в войнах с эмиром Кордовы, король Наварры сумел значительно расширить свои владения. Историки считают, что именно при Иньиго Аристе в состав королевства Памплона были включены земли Сангуэсы и Алавы, управлявшиеся семьёй Хименес. Также в правление короля Иньиго граф Арагона был вынужден признать свою зависимость от Наварры.

### Крест Иньиго Аристы

Крест короля Рамиро I Арагонского.

С именем короля Иньиго наваррские и арагонские предания связывают возникновение креста особой формы (так называемого креста Иньиго Аристы). Согласно легендам, в ночь перед сражением с маврами при Арахуэсте Бог во сне явил Иньиго Аристе крест как знак своей божественной милости и грядущей победы христиан. В последовавшей битве мавры потерпели сокрушительное поражение, а их король Абдалмелик погиб. После этого увиденный королём Иньиго во сне крест стал гербом не только династии Ариста, но и родственной им династии графов Арагона, а впоследствии и гербом Королевства Арагон. Средневековые хронисты считали битву при Арахуэсте реально произошедшим событием, а короля мусульман, погибшего в ней — Абд ар-Рахманом I. Однако современные историки выяснили, что в основе этих преданий не лежит никаких достоверных исторических фактов. Было установлено, что крест подобной формы впервые был изображён в документах короля Арагона Рамиро I (XI век), а использовал впервые термин «крест Иньиго Аристы» историк XVI века Херонимо Сурита-и-Кастро.